# Thoracostoma papillosum
Thoracostoma papillosum is een rondwormensoort uit de familie van de Leptosomatidae. De wetenschappelijke naam van de soort is voor het eerst geldig gepubliceerd in 1922 door Ditlevsen.